# 箭竿竹
箭竿竹（学名：Monocladus saxatilis var. solidus）为禾本科单枝竹属下的一个变种。